# Fernanda Salazar
Fernanda Salazar (La Cisterna, Santiago, 27 de marzo de 1991) es una actriz chilena.

## Biografía
Nació el 27 de marzo de 1991 y creció en la comuna de La Cisterna. Estudió Teatro.
Su carrera televisiva empieza en 2013, cuando es llamada por la escuela de talentos de Moira Miller, debutando en la telenovela nocturna Vuelve temprano (2014). Ahí representó a Florencia Goycolea, hermana del asesinado Ignacio (Matías Assler).
Ese mismo 2014, se integra al naciente área dramática de Mega, liderado por María Eugenia Rencoret y un gran equipo actoral, participando en Pituca sin lucas, la primera telenovela vespertina del canal en siete años. Ahí interpretó a Gladys, hija del protagonista Manuel Gallardo (Álvaro Rudolphy), con gran éxito. Seguiría en la estación durante cinco años, participando en Papá a la deriva y Perdona nuestros pecados, adquiriendo un rol más adulto. A fines de 2019, y tras el fin de Juegos de poder, anunció su salida de la señal.
En 2021 volvería a la señal para participar en la telenovela Demente.
También ha iniciado un emprendimiento de plantas dedicándose al paisajismo.

## Vida personal
Mantuvo una relación con el actor Francisco Dañobeitía. La pareja se casó por el civil el 26 de septiembre de 2015 y tuvieron un hijo, Gael Dañobetía Salazar, nacido en mayo de 2016. La pareja se separó en buenos términos en 2018. Actualmente tiene una relación con el productor Juan José Ramdohr.
En 2022, y al entrar en vigencia la ley que permite más fácilmente el orden de los apellidos, Fernanda invirtió legalmente el orden de sus apellidos, pasando a ser legalmente Fernanda Salazar. La actriz explicó en una entrevista que la razón de este cambio se debía a que nunca se sintió identificada con el apellido de su padre ya que este ha estado ausente durante prácticamente toda su vida.

## Filmografía

### Cine
- 2015: Los 33, Ivy Sougarret

### Telenovelas
| Telenovelas | Telenovelas              | Telenovelas        | Telenovelas |
| Año         | Título                   | Personaje          | Canal       |
| ----------- | ------------------------ | ------------------ | ----------- |
| 2014        | Vuelve temprano          | Florencia Goycolea | TVN         |
| 2014        | Pituca sin lucas         | Gladys Gallardo    | Mega        |
| 2015        | Papá a la deriva         | Camila Quiroz      | Mega        |
| 2017-2018   | Perdona nuestros pecados | Augusta Montero    | Mega        |
| 2019        | Juegos de poder          | Antonia Moretti    | Mega        |
| 2021        | Demente                  | Maira Sánchez      | Mega        |
| 2022        | La ley de Baltazar       | Ana Zúñiga         | Mega        |
| 2024        | Al sur del corazón       | Evelyn Pezoa       | Mega        |
| 2024        | Nuevo amores de mercado  | Betsabé Galdames   | Mega        |

### Series y miniseries
| Series de televisión | Series de televisión    | Series de televisión | Series de televisión |
| Año                  | Título                  | Personaje            | Canal                |
| -------------------- | ----------------------- | -------------------- | -------------------- |
| 2020                 | Historias de cuarentena | Macarena             | Mega                 |

### Videos musicales
| Videos | Videos      | Videos                                          |
| Año    | Título      | Artista                                         |
| ------ | ----------- | ----------------------------------------------- |
| 2020   | «Rico rico» | Moral Distraída, Denise Rosenthal y Los Vásquez |
| 2021   | "Gravedad"  | Témpera                                         |